# Olga Nyblom
Olga Maria Nyblom, född Lundberg den 17 maj 1872 i Göteborg, död den 19 februari 1955 i Nacka församling, var en svensk målare, tecknare och textilkonstnär. 
Olga Nyblom var dotter till en poliskonstapel i Göteborg. Hon arbetade med landskap, interiörer, figurmotiv och porträtt, teckningar och textilier. Hon är representerad i bland andra Nationalmuseum och Waldemarsudde.
Hon var gift med konstnären Lennart Nyblom. Olga och Lennart Nyblom var bosatta från 1906 och livet ut på Ängsvägen 24 i Storängen, Nacka, i en villa, ritad av Ivar Callmander. Paret hade barnen Staffan Nyblom (1901–1919), Peder Nyblom (1902–1981), Helena Nyblom (1903–1947), Maja Röhr (1904–1987), Hilde Nyblom (1908–2009) och Urban Nyblom (1913–1960).
Två barnbarn var Kåre Nyblom och Ragna Nyblom. Ett barnbarnsbarn är Johan Röhr.
Makarna Nyblom är begravda på Katolska kyrkogården utanför Stockholm.